# Tithoes confinis
Tithoes confinis es una especie de escarabajo longicornio del género Tithoes, categorizada en la tribu Acanthophorini, de la subfamilia Prioninae. Fue descrita por Castelnau en 1840.
El período de actividad en ejemplares adultos se presenta regularmente en enero, febrero, julio, agosto, septiembre, noviembre y diciembre. Existe un ejemplar de la especie en el museo de las Ciencias Naturales.

## Descripción
Mide 50-86 mm de longitud.

## Distribución
Se distribuye por Angola, Arabia Saudita, Eritrea, Botsuana, Camerún, Yibuti, Etiopía, Gabón, Gambia, Guinea, Kenia, Malaui, Malí, Mauritania, Mozambique, Namibia, Níger, Uganda, República Centroafricana, República Democrática del Congo, República Sudafricana, Senegal, Sudán, Tanzania, Chad, Yemen, Zambia y Zimbabue.